# Wando
Wando (koreanska: 완도) är en ö i Sydkorea.   Den ligger i kommunen Wando-gun i provinsen Södra Jeolla, i den södra delen av landet, 400 km söder om huvudstaden Seoul. Arean är 90 kvadratkilometer.
Administrativt tillhör den södra delen av ön köpingen Wando-eup och den norra delen av ön socknen Gunoe-myeon.
Terrängen på Wando är lite kuperad. Öns högsta punkt är 646 meter över havet. Den sträcker sig 13,0 kilometer i nord-sydlig riktning, och 12,7 kilometer i öst-västlig riktning.